# 蘇菲安
蘇菲安（波斯語：صوفيان）是伊朗的城市，位於該國西北部，由東亞塞拜然省負責管轄，毗鄰與阿塞拜疆接壤的邊境，面積2平方公里，海拔高度1,371米，2016年人口9963。